# Kohonicz József
Kohonicz József (Temesvár, 1920. március 19. – Budapest, 1983. november 27.) röplabdaedző, testnevelőtanár.

## Életpályája
1942-ben a Testnevelési Főiskolán testnevelőtanári oklevelet szerzett. 1943–1945 között a Debreceni Piarista Gimnázium oktatója volt. 1951-ben az ELTE Jogi Karán doktorált. 1949–1950 között a Temesvári Magyar Líceum testnevelőtanáraként dolgozott. 1950–1958 között a Testnevelési Főiskolán a sportjátékok tanszék docense volt. 1962–1983 között az ELTE testnevelési tanszékén testnevelőtanár volt.

### Sportpályafutása
1946-tól edzősködött. 1953-ban a Magyar Röplabda Szövetség elnökségi tagjaként részt vett a Nemzetközi Röplabda Szövetség kongresszusán. 1952 és 1953 között a magyar női válogatott egyik edzője volt. Hosszabb ideig volt a TFSE női csapatának az edzője. 1956-tól 1961-ig az MTK férfi csapatának a trénere volt. 1961-ben mesteredző lett. 1962-ben a magyar női röplabda-válogatott szövetségi kapitánya volt. Irányításával a válogatott tizenegyedik lett az 1962-es női röplabda-világbajnokságon. Ezután a BEAC női csapatát irányította.

## Művei
- Röplabda alapképzés (Abád Józseffel, Budapest, 1953)
- Röplabdázás (Abád Józseffel és Patay Zsigmonddal, Budapest, 1954)